# Campeonato Mundial de Ciclismo em Estrada de 1956
Os Campeonatos do mundo de ciclismo de estrada de 1957 celebraram-se na localidade dinamarquesa de Copenhaga a 27 e 28 de agosto de 1956.

## Resultados
| Evento                     | Ouro                          | Ouro       | Prata                            | Prata | Bronze                         | Bronze |
| -------------------------- | ----------------------------- | ---------- | -------------------------------- | ----- | ------------------------------ | ------ |
| Provas masculinas          |                               |            |                                  |       |                                |        |
| Homens - carreira em linha | Rik van Steenbergen · Bélgica | 7h 26' 15" | Rik van Looy · Bélgica           | s.t.  | Gerrit Schulte · Países Baixos | s.t.   |
| Amador - carreira em linha | Frans Mahn · Países Baixos    | 4h 47' 54" | Norbert Veroughstraete · Bélgica | -     | Jan Buis · Países Baixos       | -      |